# Seribanding
Seribanding is een bestuurslaag in het regentschap Ogan Ilir van de provincie Zuid-Sumatra, Indonesië. Seribanding telt 1190 inwoners (volkstelling 2010).